# Милош Самолов
Милош Самолов (Београд, 31. март 1974) српски је позоришни и филмски глумац.

## Биографија
Рођен је 31. марта 1974. године у Београду. Након основне школе уписује Пету београдску гимназију и ту се јавља љубав према глуми. Своје прве професионалне кораке остварио је у позоришту Дадов. С обзиром да се у глумачким водама снашао јако добро, Милош уписује Академију уметности у Новом Саду. Дипломирао је 1997. године у класи глумице Мире Бањац. Од 2002. године члан је позоришта Душко Радовић
Поред улога у позоришту Душко Радовић, остварио је улоге у позориштима Атеље 212, Бошко Буха, Звездара театар, Мадленијанум, Крушевачком позоришту, Краљевачком позоришту, Позоришту Пуж, у Театру Култ и Трупи Топредо, као и у многим другим позориштима широм Србије.
Добитник је великог броја награда за позоришне и филмске улоге у земљи и иностранству

## Филмографија
| Год.       | Назив                          | Улога                          |
| ---------- | ------------------------------ | ------------------------------ |
| 2000-е     |                                |                                |
| 2002.      | Мала ноћна музика              | глумац из порно сцене          |
| 2003.      | Миле против транзиције         | Јосип Броз Тито                |
| 2003.      | Јагода у супермаркету          | дебели лопов                   |
| 2004.      | Кад порастем бићу Кенгур       | Бургија                        |
| 2004.      | Лифт                           | лопов                          |
| 2005.      | Флерт                          | Сима                           |
| 2006.      | Седам и по                     | Бањац                          |
| 2006.      | Не скрећи са стазе             | руски Деда Мраз                |
| 2007.      | Црни Груја и камен мудрости    | Петар                          |
| 2007.      | Црни Груја                     | Петар                          |
| 2005–2007. | Мјешовити брак                 | инспектор Шаркић               |
| 2007.      | Љубав, навика, паника          | Микица                         |
| 2007.      | С. О. С. — Спасите наше душе   | возач                          |
| 2008.      | Заустави време                 | Кики                           |
| 2008.      | Наша мала клиника              | Саво Сикирица                  |
| 2008.      | Читуља за Ескобара             | Баки                           |
| 2009.      | Београдски фантом              | Цвеле                          |
| 2009.      | Чекај ме, ја сигурно нећу доћи | Бане                           |
| 2010-е     |                                |                                |
| 2010.      | Сва та равница                 | десетар Масниковић             |
| 2010.      | Куку, Васа                     | Камени                         |
| 2011.      | Парада                         | Радмило                        |
| 2012.      | Жене са Дедиња                 | Симче                          |
| 2012.      | Залет                          |                                |
| 2012.      | Црна Зорица                    | Никица                         |
| 2012.      | Смрт човека на Балкану         | разносач пица                  |
| 2013.      | Мамарош                        | Мика                           |
| 2012–2014. | Надреална телевизија           |                                |
| 2013.      | Отворена врата                 | погребник Јован                |
| 2014.      | Атомски здесна                 | Слободан                       |
| 2012–2014  | Фолк                           | Пеле                           |
| 2014.      | Једнаки                        |                                |
| 2014.      | Јагодићи                       | десетар Масинковић             |
| 2014.      | Ко је код Које                 |                                |
| 2015.      | Последњи пантери               | Ферид                          |
| 2015.      | Смрдљива бајка                 | алкохоличар                    |
| 2015.      | Чизмаши                        | Капетан Ђока                   |
| 2015.      | Вере и завере                  | Сотра                          |
| 2016.      | Јесен самураја                 | рецепционер                    |
| 2016.      | Немој да звоцаш                | поп                            |
| 2015–2018  | Комшије                        | Сима Јовановић                 |
| 2017.      | Нигде                          | Буре                           |
| 2017–2019. | Сенке над Балканом             | Антоније Милошевић Нишки       |
| 2016–2017. | Сумњива лица                   | Жика                           |
| 2018.      | Четири руже                    | Шуле Тарзан                    |
| 2018.      | Корени                         | Рака Асанџија                  |
| 2019.      | Жигосани у рекету              | Бата Цоле                      |
| 2020-е     |                                |                                |
| 2021.      | Небеса                         | свештеник                      |
| 2022.      | Зборница                       | Јефта, професор техничког      |
| 2023.      | Буди Бог с нама                |                                |
| 2023.      | Попадија                       | Владика                        |
| 2023.      | Јужни ветар                    | Брана                          |
| 2023.      | Видеотека                      | директор полиције Вукобратовић |

## Позоришне улоге
- Чудне љубави
- Поп Ћира и поп Спира
- Страшне приче браће Грим
- Цар је го!
- Капетан Џон Пиплфокс
- Стражар - Хамлет
- Случајна смрт једног анархисте - комесар Бертоко